# Nancy Dussault
Nancy Dussault (Pensacola, Florida; 30 de junio de 1936) es una actriz y cantante estadounidense.
Es más conocida por interpretar a Muriel Rush en la comedia de situación Too Close for Comfort (1980-1987). En una carrera de más de medio siglo, Dussault recibió dos nominaciones a los Premios Tony.

## Primeros años
Dussault nació en Pensacola, Florida. Sus padres eran George Adrian, oficial de la marina, y Sarah Isabel (née Seitz) Dussault.[cita requerida]

## Broadway
En 1962, Dussault se metió en el papel de María en la producción de Broadway de The Sound of Music. Recibió una nominación al Premio Tony en 1961 a la mejor actriz protagonista (musical) por Do Re Mi y fue nominada por su interpretación en Bajour (1965). Sobre su actuación en Do Re Mi y su carrera posterior, Bloom y Vlastnik escribieron: "Haciendo el payaso con confianza junto a profesionales como Phil Silvers y Nancy Walker... nunca se desvaneció en el escenario. Se sentía igual de cómoda como soprano pura que como cantante aguda, y su versatilidad quedó bien plasmada en el álbum de reparto... En su papel de esposa en una comedia de situación, pasó gran parte de los años setenta y ochenta en California". Otros espectáculos teatrales fueron Quality Street en 1965 en el Bucks County Playhouse de Pensilvania. En 1978 interpretó el papel principal de Peter Pan en el Meldoy Top Theatre de Wisconsin y en el Sacramento Music Circus. También actuó en el City Center Gilbert & Sullivan NYC Company, dirigida por Dorothy Raedler, con cantantes de la Metropolitan Opera como Nico Castel, Muriel Costa-Greenspon, y Frank Poretta, padre.  Dussault asumió el papel de la Bruja en Into the Woods en Broadway (1987-1989).  Había actuado doce años antes en la revista Side by Side by Sondheim en Broadway.  Más recientemente, ha actuado en el American Conservatory Theater de San Francisco como la Sra. Peachum en "Threepenny Opera" (1999) y como Toinette en "The Imaginary Invalid" de Moliere (2007).

## Cine
En la película de Arthur Hiller de 1979 The In-Laws, interpretó a Carol Kornpett, esposa de Alan Arkin, que interpretaba a Sheldon S. Kornpett, D.D.S.

## Televisión
En televisión, Dussault hizo apariciones como invitada (principalmente como vocalista y bailarina) en programas de variedades de la década de 1960, como The Ed Sullivan Show, The Carol Burnett Show, y The Garry Moore Show. En la década de 1970 participó en la serie The New Dick Van Dyke Show y en el programa de juegos de la CBS Match Game.
Dussault interpretó al personaje central en el episodio de 1975 "The Courtesans" de Barney Miller (S1 E5), en el que el creador/productor Danny Arnold amenazó con abandonar su propio programa si la censores de la cadena eliminaban una línea subida de tono. La publicidad resultante sobre el episodio x-rated aseguró la supervivencia de la serie en los índices de audiencia, según Hal Linden.
Dussault participó como estrella invitada en un episodio de la serie antológica de NBC $weepstake$ de 1979. También interpretó a la esposa de Ted Knight en el papel de la fotógrafa Muriel Rush en la comedia de situación de la década de 1980 Too Close for Comfort. Formó parte del primer equipo de presentadores de la ABC Good Morning America, junto con David Hartman, cuando se lanzó el programa en 1975. Dussault fue la primera actriz en interpretar el personaje de Theresa Stemple, la madre del personaje Jamie Stemple Buchman, en la primera temporada de la serie de televisión de NBC Mad About You.  En enero de 1997, interpretó a la alcaldesa de Metrópolis en Lois & Clark: The New Adventures of Superman ("Lethal Weapon" - Temporada 4, Episodio 12).

## Premios y nominaciones
| Año  | Premio                                 | Categoría                             | Trabajo nominado | Resultado |
| ---- | -------------------------------------- | ------------------------------------- | ---------------- | --------- |
| 1961 | 15.ª entrega anual de los Premios Tony | Mejor actriz de reparto en un musical | Do Re Mi         | Nominada  |
| 1965 | 19° entraga anual de los Premios Tony  | Mejor actriz principal en un musical  | Bajour           | Nominada  |